# 新拉雷多
新拉雷多（西班牙語：Nuevo Laredo，發音：[ˈnweβo laˈɾeðo]）是墨西哥塔毛利帕斯州的城市，与美国拉雷多隔格蘭德河相望，是鐵路重要交會點，墨西哥鐵路局解體前提供當地大量工作機會，鐵路民營化後依然多數人依靠鐵路相關產業。
海拔高度150米，受半乾旱氣候影響，每年平均降雨量565毫米，2010年人口373,725。

## 外部連結
- Ayuntamiento de Nuevo Laredo Official website (español)

27°29′10″N 99°30′25″W / 27.48611°N 99.50694°W